# Bang & Olufsen
Bang & Olufsen, B&O, är en dansk tillverkare av exklusiv hemelektronik som TV-apparater, högtalare, radioapparater, CD-spelare och telefoner. Huvudkontoret och fabriken är belägna i Struer i Danmark. År 2008 hade man 2 550 anställda och en omsättning på 548 miljoner euro.

## Historia

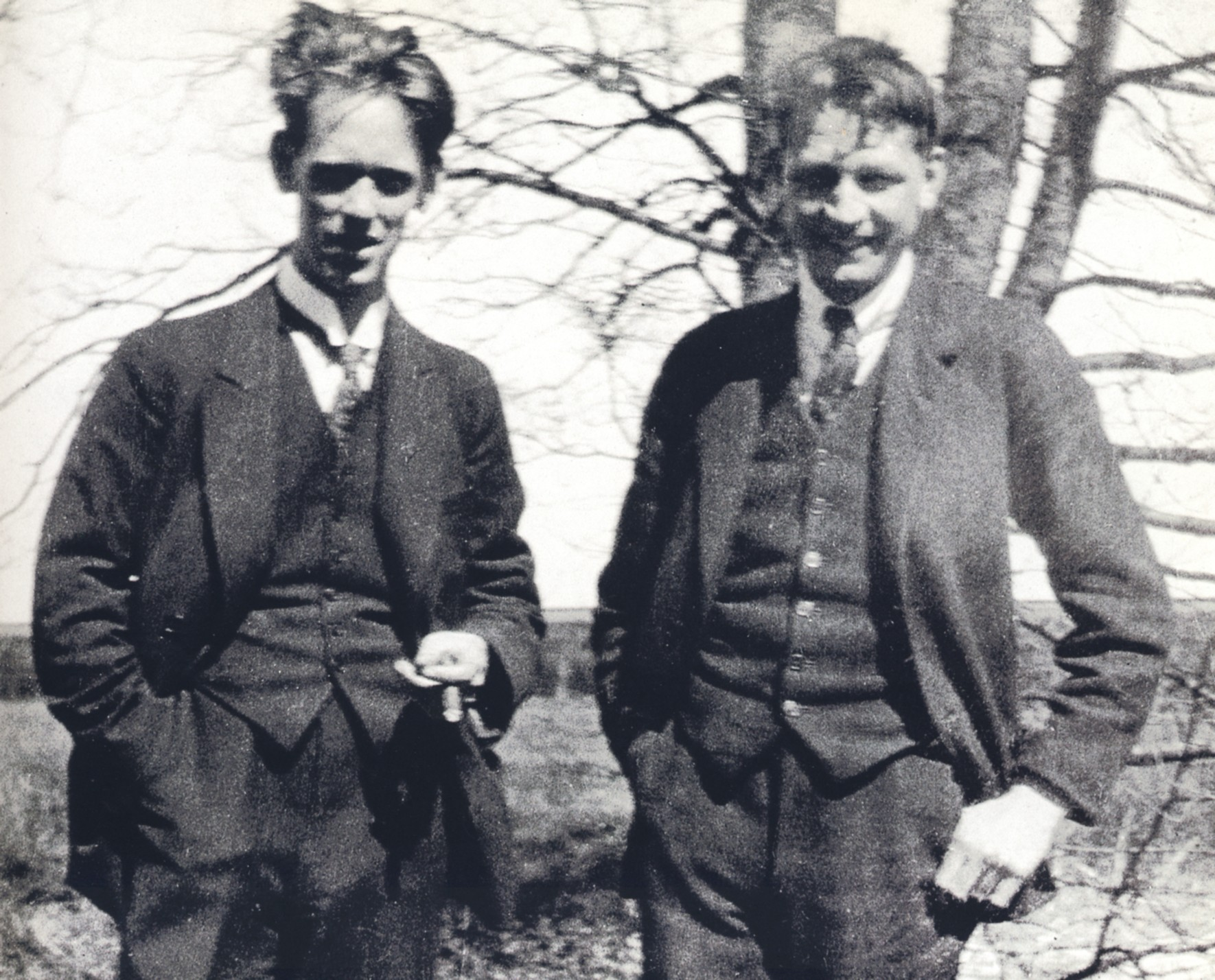
Peter Bang och Svend Olufsen 1930

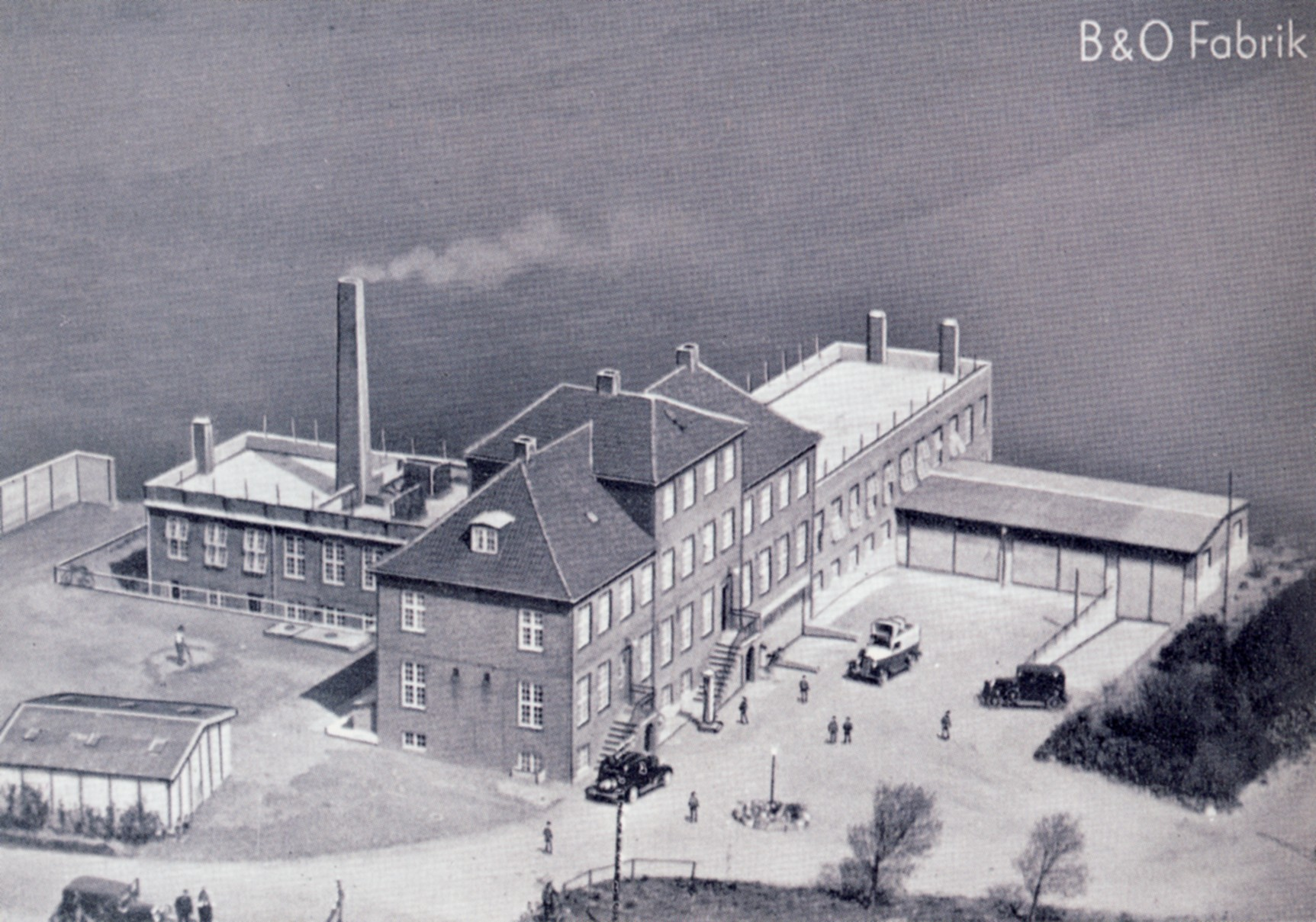
Fabriken i Struer 1938

Bang & Olufsen grundades 17 november 1925 av Peter Bang och Svend Olufsen med hjälp av kapital från sina respektive fäder. Aktiekapitalet var på 10000 danska kronor. Företaget hade sina första lokaler inrymd i Olufsens fars gods Quistrup. Till en början tillverkade man batterieliminatorer och laddare till batteridrivna radioapparater men efterhand som tekniken utvecklades blev produkterna fler och fler. 
Tack vare Peter Bangs initiativ och tekniskt, innovativt kunnande började Bang & Olufsen även producera högtalare och mikrofoner och från 1928 även radioapparater som inte matades med ström från batterier utan direkt från eluttaget. 
I slutet av andra världskriget sprängdes och totalförstördes fabriken i Struer genom sabotage. För att snabbt komma igång igen producerade företaget en serie elektriska rakapparater eftersom det var enklare att tillverka delar för dessa. Rakapparaten fanns från 1945 till 1955 i sortimentet.
År 1952 kom Bang & Olufsens första TV-apparat (TV 508 S "Skottkärran") på marknaden och 1958 introducerades ett modulsystem utformad av arkitekten Ib Fabiansen. Med detta flexibla system kunde man lätt kombinera TV, radio och högtalare. 1967 kom med "Beovision 3000 Colour" företagets första färg-TV och 1974 den första fjärrkontrollen.

## Design
Företaget har med tiden blivit känt för sin design och produkterna har genom detta och tekniken kommit att bli mycket exklusiva. Redan 1934 tillverkade man Hyberdo 5 RG Steel, en golvstående radiomodell i funktionalistisk design med kromad stålställning och svartlackerade sidor. En designikon blev radioapparaten Beolit 39 som företaget lanserade julen 1938. Det var en av de första radioapparaterna pressad i bakelit. Samtidigt introducerades produktnamnet "Beo...". Peter Bang hade själv formgivit Beolit 39. 
Under 1960 och 1970-talen har huvudsakligen Jacob Jensen stått för produktdesignen. Sedan början av 1980-talet är David Lewis chefsdesigner på företaget. De har skapat många designklassiker som har gett företaget en rad utmärkelser och platser på utställningar. Bland annat finns en del produkter i den permanenta utställningen Museum of Modern Art (MoMA) i New York. Bang & Olufsen utvecklar också exklusiva bilstereosystem åt Audi och Aston Martin.
Bang & Olufsen säljer sina produkter via egna återförsäljare (konceptbutiker). Det nya kontoret som uppfördes 1998 i Struer samt nya butikskoncept har ritats av KHR arkitekter AS.

## Urval av produkter

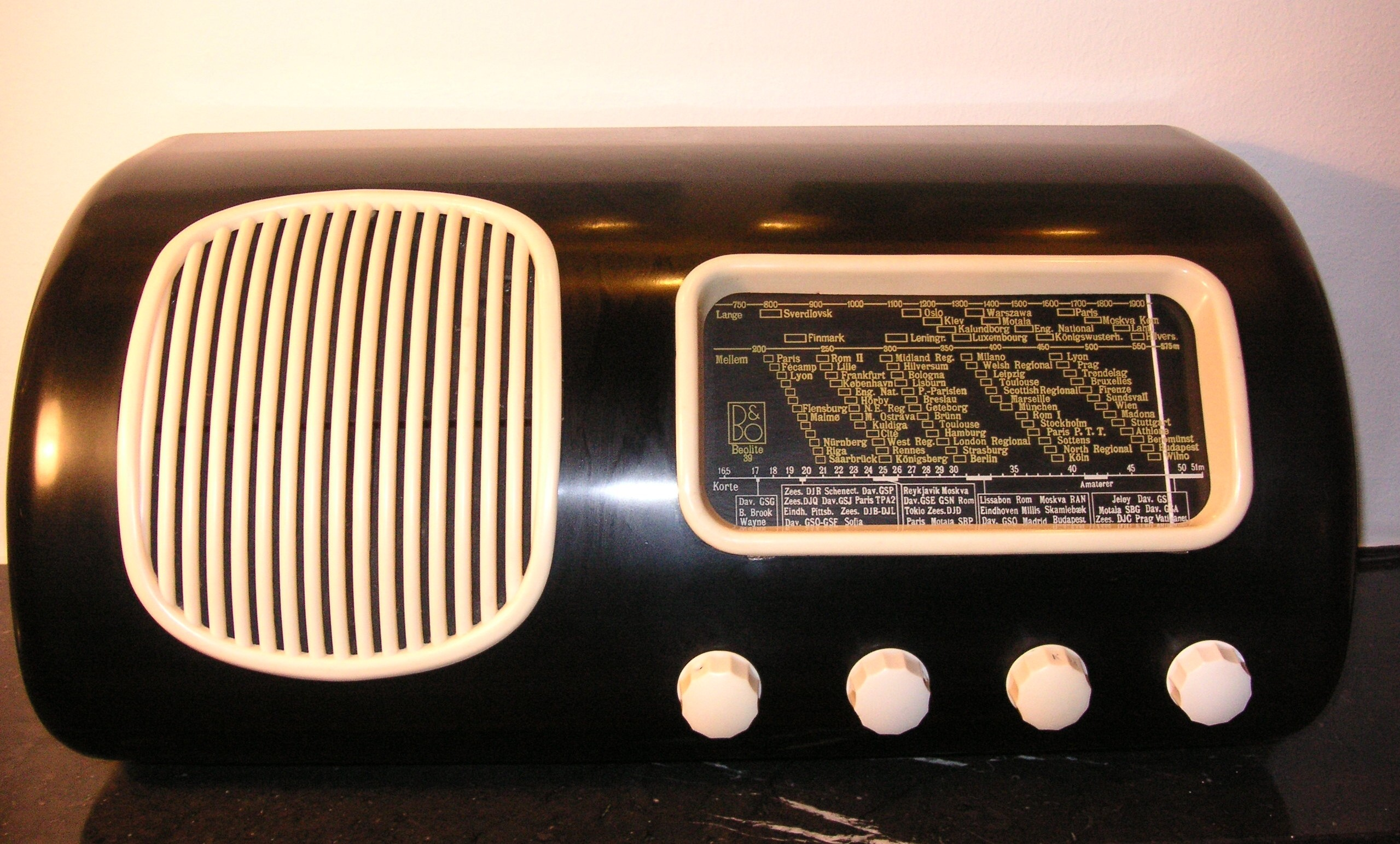
Beolit 39 från 1938
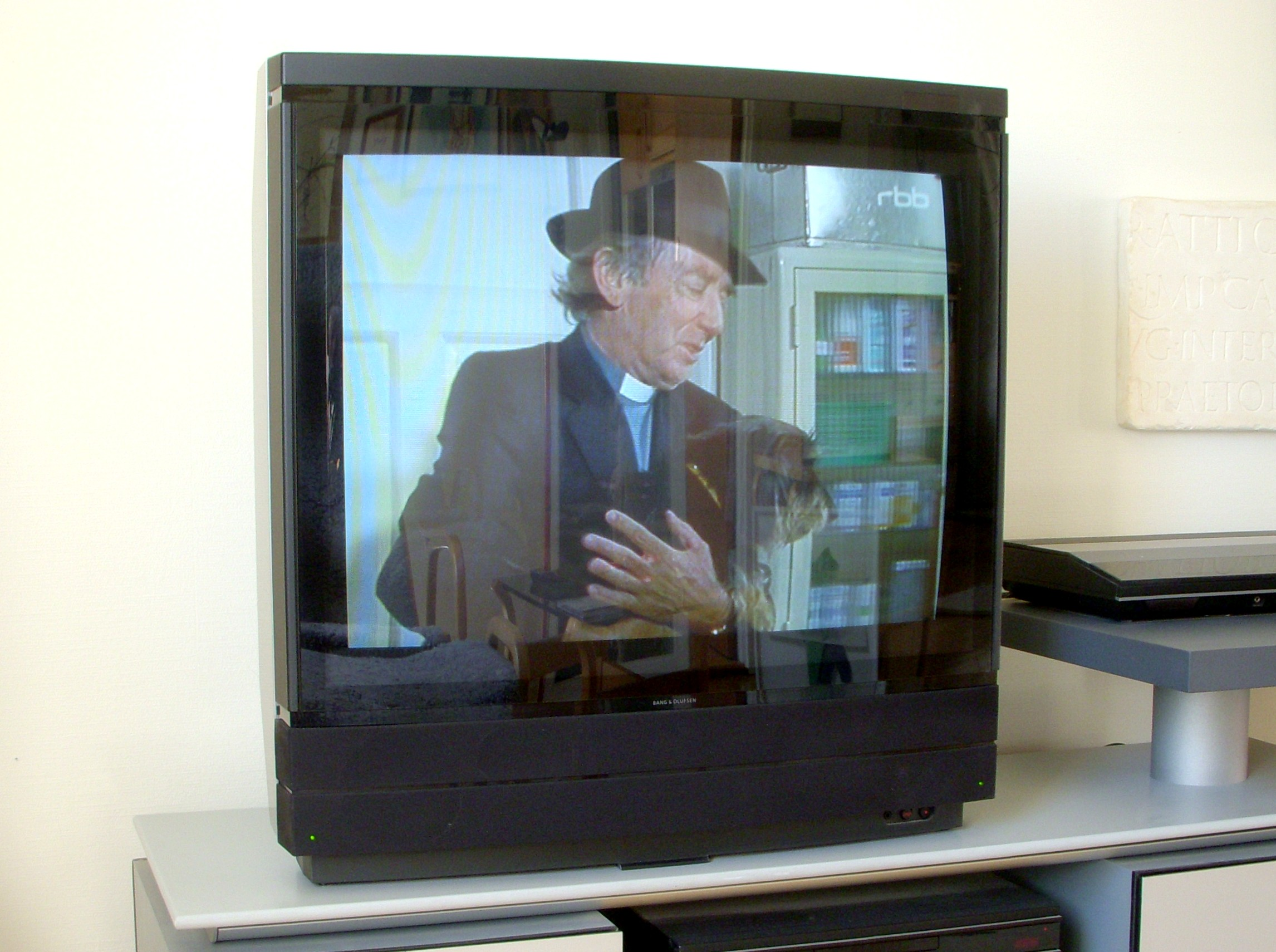
TV serie MX 7000
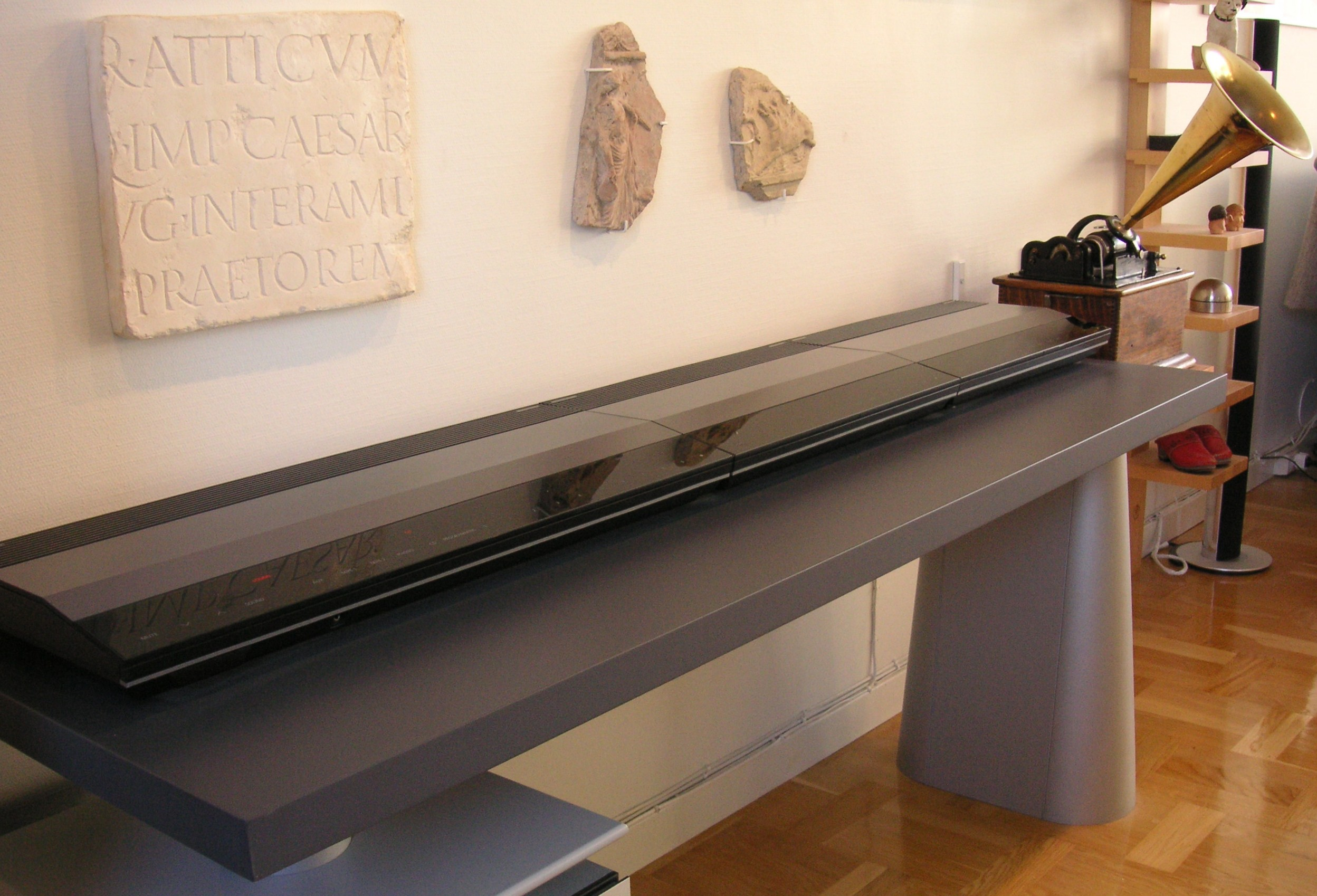
B&O System 3500 på F1000 stereobänk
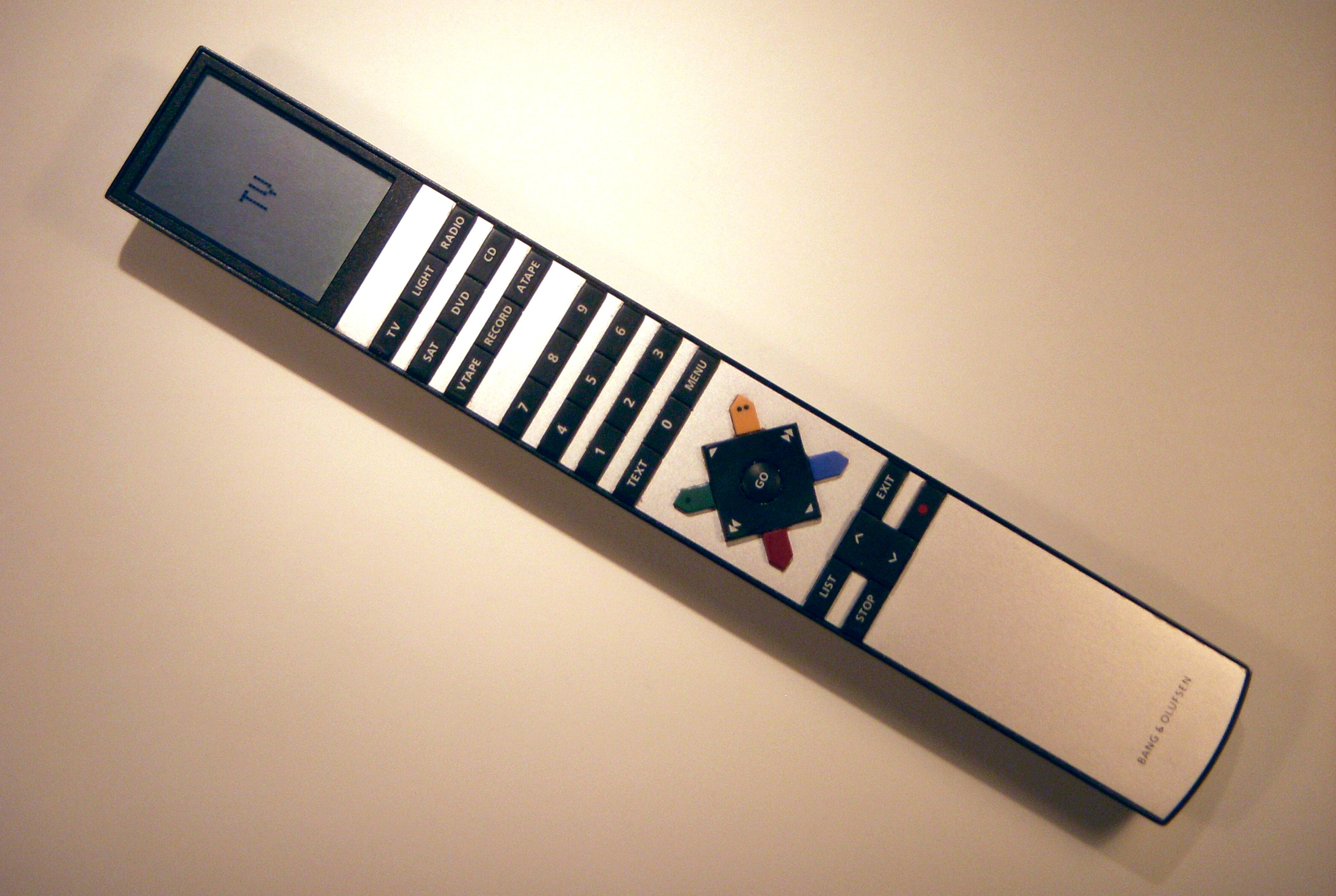
Universal-fjärrkontrollen "BO4"